# Nazionale maschile under 21 di football americano dell'Argentina
La nazionale Under-21 di football americano dell'Argentina è la selezione maschile di football americano della FAA che rappresenta l'Argentina nelle varie competizioni ufficiali o amichevoli riservate a squadre nazionali Under-21.

## Dettaglio stagioni

### Tornei

#### Silver Bowl
| Stagione | regular season | regular season | regular season | regular season | regular season | regular season | playoff | playoff | playoff | playoff | playoff | playoff   | playoff    |
|          | Vin            | Par            | Per            | Tot            | PF             | PS             | Vin     | Per     | Tot     | PF      | PS      | risultato | avversaria |
| -------- | -------------- | -------------- | -------------- | -------------- | -------------- | -------------- | ------- | ------- | ------- | ------- | ------- | --------- | ---------- |
| 2010     |                |                |                |                |                |                | 1       | 0       | 1       | 12      | 0       | Campioni  | Uruguay    |
| 2011     |                |                |                |                |                |                | 1       | 0       | 1       | 12      | 0       | Campioni  | Uruguay    |
| 2012     |                |                |                |                |                |                | 0       | 1       | 1       | 5       | 8       | Secondi   | Uruguay    |
| 2013     |                |                |                |                |                |                | 0       | 1       | 1       | 7       | 13      | Secondi   | Uruguay    |
|          |                |                |                |                |                |                |         |         |         |         |         |           |            |
| Totale   |                |                |                |                |                |                | 2       | 2       | 4       | 36      | 21      |           |            |

#### Tazón de los Libertadores
| Stagione | regular season | regular season | regular season | regular season | regular season | regular season | playoff | playoff | playoff | playoff | playoff | playoff | playoff       |            |
|          | Vin            | Par            | Per            | Tot            | PF             | PS             | Vin     | Par     | Per     | Tot     | PF      | PS      | risultato     | avversaria |
| -------- | -------------- | -------------- | -------------- | -------------- | -------------- | -------------- | ------- | ------- | ------- | ------- | ------- | ------- | ------------- | ---------- |
| 2015     |                |                |                |                |                |                | 0       | 0       | 1       | 1       | 6       | 13      | Secondo posto | Cile       |
|          |                |                |                |                |                |                |         |         |         |         |         |         |               |            |
| Totale   |                |                |                |                |                |                | 0       | 0       | 1       | 1       | 6       | 13      |               |            |

### Riepilogo partite disputate
| Anno             | Luogo             | Evento                    | Fase del torneo | Incontro            | Risultato   |
| 4 dicembre 2010  | Buenos Aires      | Silver Bowl 2010          |                 | Argentina - Uruguay | 12 - 0      |
| 3 dicembre 2011  | Montevideo        | Silver Bowl 2011          |                 | Uruguay - Argentina | 0 - 12      |
| 1º dicembre 2012 | Montevideo        | Silver Bowl 2012          |                 | Uruguay - Argentina | 8 - 5       |
| 7 dicembre 2013  | Buenos Aires      | Silver Bowl 2013          |                 | Argentina - Uruguay | 7 - 13 o.t. |
| 19 dicembre 2015 | Santiago del Cile | Tazón de los Libertadores |                 | Cile - Argentina    | 13 - 6      |

## Confronti con le altre nazionali
Questi sono i saldi dell'Argentina nei confronti delle nazionali incontrate.

### Saldo in pareggio
| Nazionale | Giocate | Vinte | Pareggiate | Perse | PF | PS | Ultima vittoria | Ultimo pari | Ultima sconfitta |
| --------- | ------- | ----- | ---------- | ----- | -- | -- | --------------- | ----------- | ---------------- |
| Uruguay   | 4       | 2     | 0          | 2     | 36 | 21 | 2011            | -           | 2013             |

### Saldo negativo
| Nazionale | Giocate | Vinte | Pareggiate | Perse | PF | PS | Ultima vittoria | Ultimo pari | Ultima sconfitta |
| --------- | ------- | ----- | ---------- | ----- | -- | -- | --------------- | ----------- | ---------------- |
| Cile      | 1       | 0     | 0          | 1     | 6  | 13 | -               | -           | 2015             |